# Shōma Kai
Shōma Kai (甲斐 翔真, Kai Shōma, parfois romanisé Shouma Kai), né le 14 novembre 1997 à Tokyo, est un acteur et chanteur japonais essentiellement actif sur la scène nippone.

## Biographie
Repéré par l'agence de talents  Amuse Inc. (en) pendant ses études secondaires, Shōma Kai demande à bénéficier d'un délai jusqu'à l'obtention de son diplôme. Après avoir décroché l'équivalent du baccalauréat, il signe chez Amuse Inc. en 2015.
Dès 2016, il est à l'affiche du drama Kamen Rider Ex-Aid, dans le rôle de Parado / Kamen Rider Paradox.
En 2020, il est sélectionné parmi environ 2 400 candidats pour camper Light Yagami dans Death Note : the Musical. Il s'agit de son tout premier rôle, qui s'avère également le rôle principal. Avant même d'être officialisé dans le rôle de Light, il passe une audition pour Rent, qu'il décroche également. 2020 le voit donc être à l'affiche de deux grosses productions : ses performances, très remarquées, initient ses débuts dans l'industrie musicale.
L'année suivante, il figure à la distribution de Contes du hasard et autres fantaisies de Ryūsuke Hamaguchi. Le film remporte le Grand prix du jury au 71e Festival international du film de Berlin. Sur cette même période, il est à l'affiche de quatre spectacles : Rent, Marie-Antoinette, Roméo & Juliette et October Sky.
En 2022, il s'illustre avec le duo Chikyū Gorgeous pour le revival de leur production Claudia. Il y figure aux côtés de Yūsuke Hirose, Takurō Ōno et Sōichi Hirama. 
A compter de cette époque, il favorise surtout la scène et enchaîne les comédies musicales phares parmi lesquelles Next to Normal, Elisabeth ou encore Moulin Rouge!. Pour s'imprégner au mieux de l'univers de ce dernier projet, il se rend à Paris et assiste aux représentations du célèbre cabaret. Baz Luhrmann, réalisateur du film original, est séduit par cette production et affirme que la version nippone de Moulin Rouge! est la plus émouvante.
Le 31 décembre 2023, il est choisi pour participer au Contdown Musical Concert célébrant la nouvelle année. Programmé au Tokyo International Forum, devant 5 000 spectateurs venus fêter 2024, le concert réunit neuf célébrités issues de la nouvelle génération de la scène musicale nippone : Kai y figure aux côtés de Keisuke Higashi, Haruka Kinoshita, Sara, Sōichi Hirama, Hiroki Miura, Win Morisaki, Tomona Yabiku et Naoto Kaihō,.
2025 le voit incarner deux protagonistes radicalement différents : le pilote romantique Armand Gilot dans Mata Hari et la drag queen flamboyante Lola dans Kinky Boots. Ce dernier rôle, pour lequel il succède au regretté Haruma Miura, représente un véritable défi pour Shōma Kai : « J'ai vu toutes les versions japonaises [...]. Quand j'ai vu la première, je venais de faire mes débuts dans l'industrie du divertissement et ça a été un choc énorme. En y repensant, maintenant que je figure dans des comédies musicales, je vois encore plus à quel point Haruma Miura, l'interprète japonais de Lola, possédait quelque chose de spécial [...]. À chaque revival, le nombre de fans ne cesse de croître ; je suis l'un de ces fans, donc je n'aurais jamais imaginé que je finirais par y apparaître ». En alternance avec Yūya Matsushita, ce dernier salue le professionnalisme de son cadet : « Shōma est une étoile montante dans le monde musical japonais et je pense qu'il est déjà une star. Je suis allé voir Moulin Rouge! et j'ai trouvé qu'il possédait une présence rare ».

## Filmographie sélective

### Cinéma
- 2017 : Kamen Rider Ex-Aid the Movie: True Ending (en)
- 2021 : Contes du hasard et autres fantaisies de Ryūsuke Hamaguchi : Sasaki (Segment La Porte ouverte)

### Téléfims
- 2016 : Kamen Rider Ex-Aid : Parado / Kamen Rider Paradox
- 2017 : Uchū Sentai Kyūranger
- 2018 : Gambling Emperor Legend Zero (en)

## Performances scéniques
- 2020 : Death Note: The Musical : Light Yagami
- 2020-2023 : Rent : Roger Davis
- 2021 : Marie-Antoinette : Comte Axel de Fersen
- 2021 : Roméo & Juliette : Roméo Montaigu
- 2021 : October Sky : Homer Hickman
- 2022-2024 : Next to Normal : Gabriel "Gabe" Goodman
- 2022 : Claudia : Soara (Giara)
- 2022-2023 : Elisabeth : le Prince Rudolf
- 2023-2024 : Moulin Rouge! : Christian
- 2024 : Isabeau : Charles VII
- 2025 : Kinky Boots : Lola
- 2025 : Mata Hari : Armand Gilot